# Saint-Avit-les-Guespières
Saint-Avit-les-Guespières település Franciaországban, Eure-et-Loir megyében. Lakosainak száma 347 fő (2022. január 1.). Saint-Avit-les-Guespières Vieuvicq és Dangeau községekkel határos.

## Népesség
A település népessége az elmúlt években az alábbi módon változott:
| Lakosok száma | 275  | 276  | 304  | 316  | 376  | 378  | 362  | 360  | 358  | 347  |
|               | 1968 | 1982 | 1990 | 2006 | 2013 | 2015 | 2017 | 2019 | 2020 | 2022 |